# Halsnæs Kommune - Bibliotekerne
Halsnæs Kommune – Bibliotekerne består af Halsnæs Kommunes 2 folkebiblioteker beliggende i Frederiksværk, Hundested. Frederiksværk Bibliotek er hovedbibliotek, Hundested Bibliotek er lokalbibliotek.
Organisationen består af en ledelsesgruppe og tre teams: Fakta & Fiktion med ansvar for voksenafdelingen, Børn & Unge med ansvar for børneafdelingen, samt Musik & Medier med fokus på musik, film og computerspil til PC og spillekonsoller. Alle tre teams afholder mange arrangementer som foredrag, børneteater og musiske ting i løbet af året.

## Ekstern henvisning
- Halsnæs Bibliotekernes hjemmeside

| Bogstak | Spire Denne biblioteksrelaterede artikel er en spire som bør udbygges. Du er velkommen til at hjælpe Wikipedia ved at udvide den. |

|  | Denne artikel om en bygning eller et bygningsværk kan blive bedre, hvis der indsættes et (bedre) billede. Du kan hjælpe ved at afsøge Wikimedia Commons for et passende billede eller lægge et op på Wikimedia Commons med en af de tilladte licenser og indsætte det i artiklen. |

|  | Denne artikel kan blive bedre, hvis der indsættes geografiske koordinater Denne artikel omhandler et emne, som har en geografisk lokation. Du kan hjælpe ved at indsætte koordinater i wikidata. |